# Katakombenschulen

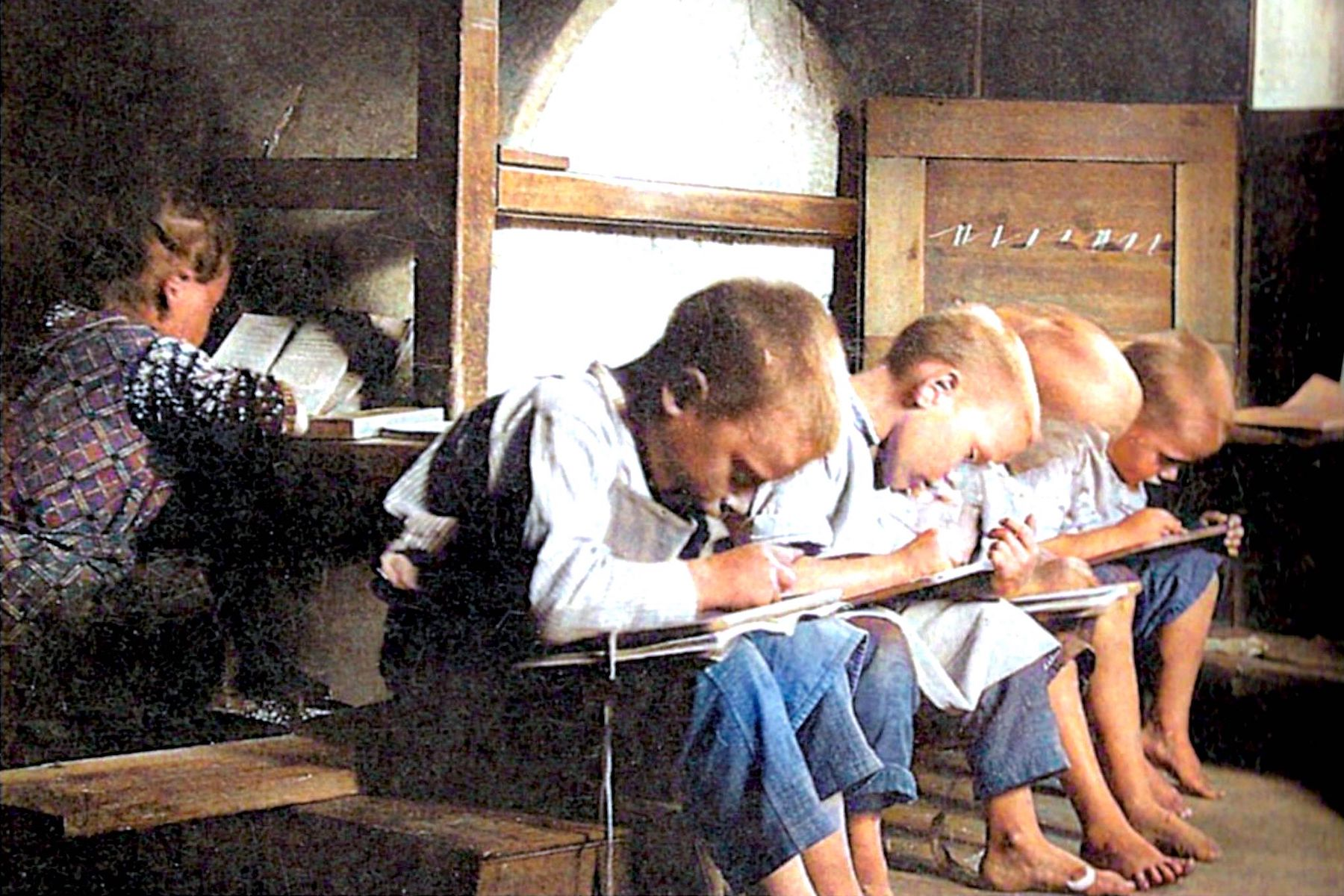
Leçons dans une Katakombenschule dans une ferme du Tyrol du Sud, vers 1927.

Les Katakombenschulen étaient des écoles créées illégalement pendant la période fasciste dans le Tyrol du Sud (qui appartenait depuis 1919 à l'Italie) pour assurer une instruction régulière des élèves dans leur langue maternelle, c'est-à-dire l'allemand. Elles ont rassemblé environ 30 000 élèves.
On peut rapprocher ces Katakombenschulen sud-tyroliennes des Écoles de hameau valdôtaines qui visaient, elles, à sauvegarder le français.

## Histoire
Dans le contexte de la politique qui visait à italianiser le Tyrol du Sud, la Lex Gentile d'octobre 1923 décréta qu'à partir de l'année scolaire 1925/1926 l'italien serait la langue d'enseignement exclusive dans toutes les écoles.
Les professeurs sud-tyroliens furent congédiés et remplacés par des Italiens qui souvent ne parlaient pas un traître mot d'allemand.
L'allemand fut aussi interdit à partir d'octobre 1924 dans tous les jardins d'enfants.
Quand les parents essayèrent d'organiser des cours privés et des salles de jeu privées, ce fut strictement interdit par un décret de novembre 1925.
Pour assurer aux enfants un enseignement dans leur langue maternelle, il fallut donc organiser un réseau d'écoles clandestines.
Il fallait trouver des locaux appropriés, se procurer du matériel d'enseignement et payer des professeurs. L'âme du mouvement était le chanoine Michael Gamper et des personnalités engagées comme le Dr. Joseph Noldin, un avocat. À côté d'eux beaucoup d'autres comme Rudolf Riedl, un enseignant, ainsi que les jeunes enseignantes Angela Nikoletti et Berta Gelmini de Kreutzhof, se consacrèrent de toutes leurs forces à ces leçons d'allemand qu'on avait interdites.
Le matériel d'enseignement était apporté en contrebande au Tyrol du Sud depuis l'Allemagne et de l'Autriche. Les professeurs furent formés d'abord au Tyrol du Sud, et on les rassemblait sous prétexte de leur donner, par exemple, des cours de couture. Plus tard de tels cours étaient possibles seulement à l'étranger. De cette manière environ 200 professeurs furent formés.
Les institutrices se camouflaient souvent en paysannes, les « classes scolaires » se réunissaient l'après-midi, après le cours officiel, dans des fermes ou des restaurants.
Dès qu'une Katakombenschule était repérée, les maîtres et les parents pouvaient s'attendre à des amendes draconiennes, à de la prison ou à l'exil.
En 1928 l'instruction religieuse en langue allemande fut de nouveau autorisée pour la catéchèse.
En 1939 cet enseignement en allemand fut de nouveau autorisé mais dans le cadre de l'option pour les familles des enfants ayant opté pour l'Allemagne.
En 1943 après l'occupation par les troupes allemandes, les cours en allemand furent à nouveau autorisés. Désormais, l'école allemande du Tyrol du Sud servait ouvertement les intentions idéologiques et politiques du nazisme.
Après la Deuxième Guerre mondiale, le système scolaire allemand a pu être réintroduit au Tyrol du Sud dans l'espérance qu'il durerait assez longtemps jusqu'au moment où les vieux contentieux entre les deux dictatures auraient totalement disparu. Dans le cadre du statut d'autonomie du Tyrol du Sud, le système scolaire public avec l'allemand comme langue d'enseignement est devenu une institution importante pour la protection des minorités dans le pays.

## Sources
- (de) Cet article est partiellement ou en totalité issu de l’article de Wikipédia en allemand intitulé « Katakombenschule » (voir la liste des auteurs).